# Torsten Wall
Gustaf Torsten Valdemar Wall, född 1 januari 1902 i Norra Solberga socken, död 26 januari 1970 i Karlskrona, var en tonsättare och kyrkomusiker i Karlskrona. Begravdes 11 februari 1970 på Vämö kyrkogård.
Wall föddes i Norra Solberga 1902 av banvaktaren på Solberga järnvägsstation Gustaf Herman Johansson Wall och Klara Johansson. Familjen flyttar 1907 till Säby socken med sina 3 barn och bosätter sig på banvaktarstugan nummer 270-271, men flyttar redan samma år in till Tranås, Tranås järnvägsstation. Torsten flyttar 1925 till Växjö. Därefter organist i  Karlskrona Amiralitetsförsamling 1930-1970 samt musiklärare vid Karlskrona högre allmänna läroverk från 1932.
Han finns representerad med en tonsättning i Den svenska psalmboken 1986 (nr 227).

## Psalmer
- O Du, som ser, o Du, som vet (1986 nr 227) tonsatt 1933 och bearbetad 1962.